# Michael Imperioli
Michael Imperioli (* 26. března 1966 Mount Vernon, New York, USA) je americký herec. V letech 1999–2007 hrál jednu z hlavních rolí v seriálu Rodina Sopránů a hrál také v několika epizodách seriálu Zákon a pořádek. 
Jeho prvním filmem byl Alexa z roku 1988, později hrál v mnoha dalších, mezi něž patří Střelila jsem Andyho Warhola (1996) a Pevné pouto (2009). V roce 2006 byl hostem v epizodě Žabař, kuchař, manželka a její Homer seriálu Simpsonovi.